# (7443) Tsumura
(7443) Tsumura est un astéroïde de la ceinture principale.

## Description
(7443) Tsumura est un astéroïde de la ceinture principale. Il fut découvert le 26 janvier 1996 à Oizumi par Takao Kobayashi. Il présente une orbite caractérisée par un demi-grand axe de 2,92 UA, une excentricité de 0,04 et une inclinaison de 1,4° par rapport à l'écliptique.

## Compléments